# Comté de McHenry (Illinois)
Pour les articles homonymes, voir Comté de McHenry.
Le comté de McHenry, en anglais : McHenry County, est l'un des comtés de l'État de l'Illinois. Le siège de comté se situe dans la ville de  Woodstock. Il fait partie de l'aire métropolitaine de Chicago.
La population totale du comté s'élevait à 315 943 habitants en 2007.